# کویتس (واشینگتن)
کویتس (به انگلیسی: Queets) یک منطقهٔ مسکونی در ایالات متحده آمریکا است که در شهرستان گریز هاربر، واشینگتن واقع شده‌است. کویتس ۳٫۷ کیلومتر مربع مساحت و ۱۷۴ نفر جمعیت دارد و ۹٫۱۴ متر بالاتر از سطح دریا واقع شده‌است.